# 駱任重
骆任重（？—？），四川重庆府忠州垫江县軍籍，明朝政治人物。

## 生平
七岁丧父，入殓时以首触棺几毙。萬曆二十八年（1600年）庚子科四川鄉試舉人，万历二十九年（1601年）聯捷辛丑科进士，授山西阳曲县知县，调洪洞县，有廉声。母卒于洪洞，舁榇还里，时值溽暑，执杖随趋，道路感叹。